# Tulio Duque Gutiérrez

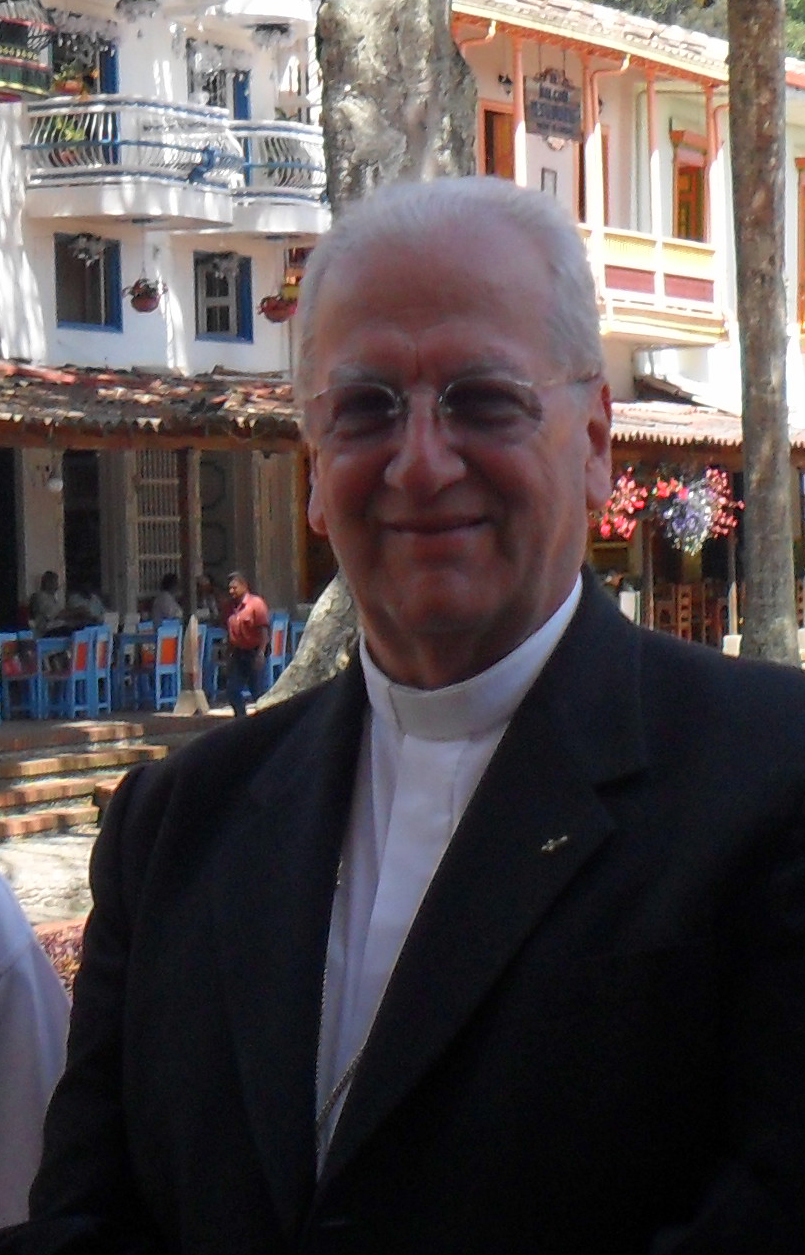
Tulio Duque Gutiérrez

Tulio Duque Gutiérrez SDS (* 31. Januar 1935 in Pácora) ist Altbischof von Pereira.

## Leben
Tulio Duque Gutiérrez trat der Ordensgemeinschaft der Salvatorianer bei und empfing am 26. März 1966 die Priesterweihe. Johannes Paul II. ernannte ihn am 7. Oktober 1993 zum Weihbischof in Medellín und Titularbischof von Sitipa.
Der Apostolische Nuntius in Kolumbien, Paolo Romeo, weihte ihn am 13. November desselben Jahres zum Bischof; Mitkonsekratoren waren Héctor Rueda Hernández, Erzbischof von Medellín, und José de Jesús Pimiento Rodriguez, Erzbischof von Manizales.
Am 18. März 1997 wurde er zum Bischof von Apartadó ernannt. Am 25. Juli 2001 wurde er zum Bischof von Pereira ernannt. Am 15. Juli 2011 nahm Papst Benedikt XVI. sein altersbedingtes Rücktrittsgesuch an.